# Kustspringspin
De kustspringspin (Sitticus distinguendus) is een spinnensoort in de taxonomische indeling van de springspinnen (Salticidae). Het leeft in Midden- en West-Europa, het Palearctische gebied en Oost-Azië.

## Kenmerken
De spin heeft vier naar voren gerichte ogen (2 kleine aan de zijkanten, 2 grote in het midden). Springspinnen hebben een goed zicht. De soorten zijn grijs gekleurd met bruine stippen.

## Voorkomen
De soort heeft een Palearctische verspreiding. Het wordt gevonden in slechts twee Britse regio's: Noord-Kent en Zuid-Essex. De soort is ook te vinden in landen als: Oostenrijk, België, Tsjechië, Frankrijk, Duitsland, Hongarije, Noorwegen, Polen, Zweden, Zwitserland, Roemenië en Nederland. Deze soort is ook waargenomen in Japan, de stad Shanxi, en Zuid-Jakoetië.

## Habitat
De soort geeft de voorkeur aan een droog klimaat met een beperkte hoeveelheid vegetatie. Het leeft op cement en steenachtige klinkers en is ook te vinden in verpulverde brandstofas. De spin voedt zich in gebieden met een hoge zoutconcentratie, die hij aantreft op halofytische planten zoals Salicornia.

## Taxonomie
In 1889 scheidde Eugène Simon het geslacht Attulus van het geslacht Attus. Simon gaf Attus cinereus Westring, 1861 als het type van het geslacht. Deze naam was echter al in 1837 door Walckenaer gebruikt voor een andere soort, dus in plaats daarvan wordt Simon's 1871 vervangende naam Attus helveolus gebruikt. A. helveolus wordt nu beschouwd als dezelfde soort als Attus distinguendus, beschreven door Simon in 1868 en heeft dus prioriteit als naam. Dus Attulus distinguendus (onder de oorspronkelijke naam Attus distinguendus) is het type van het geslacht.